# قداحة

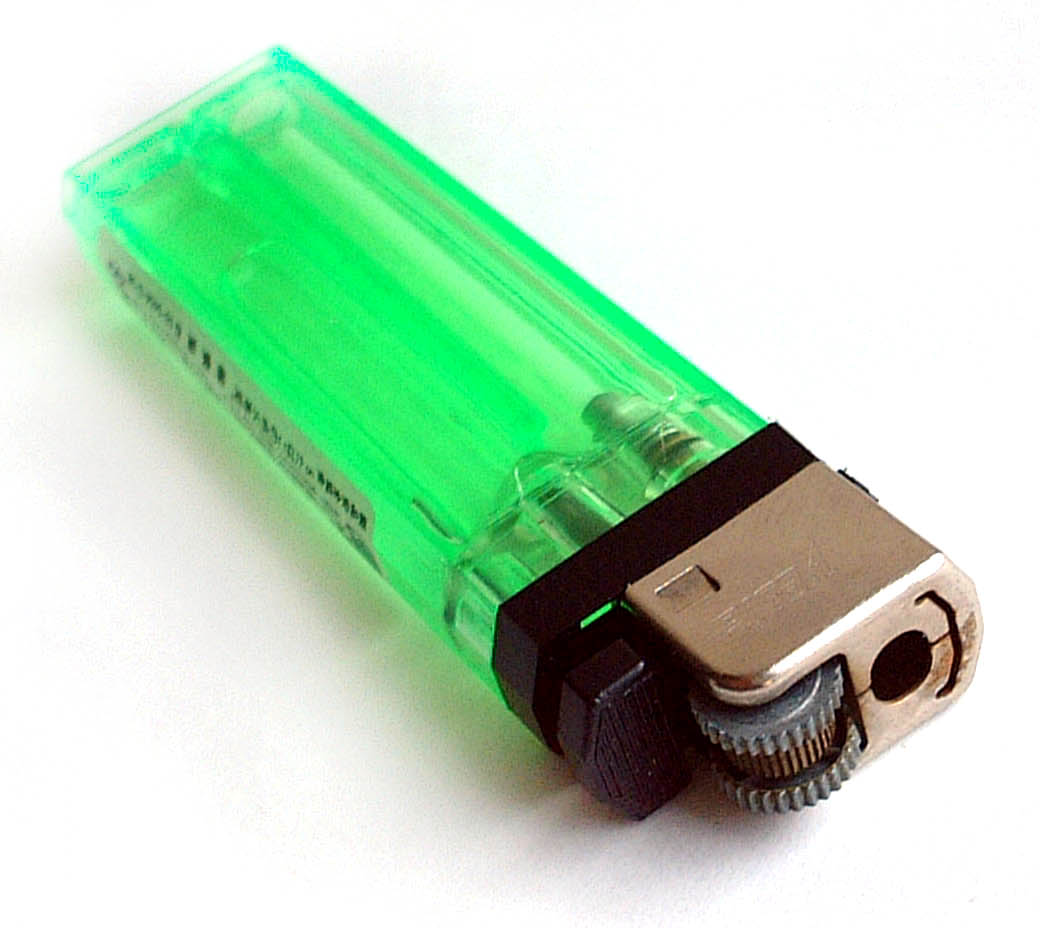
قداحة عادية.

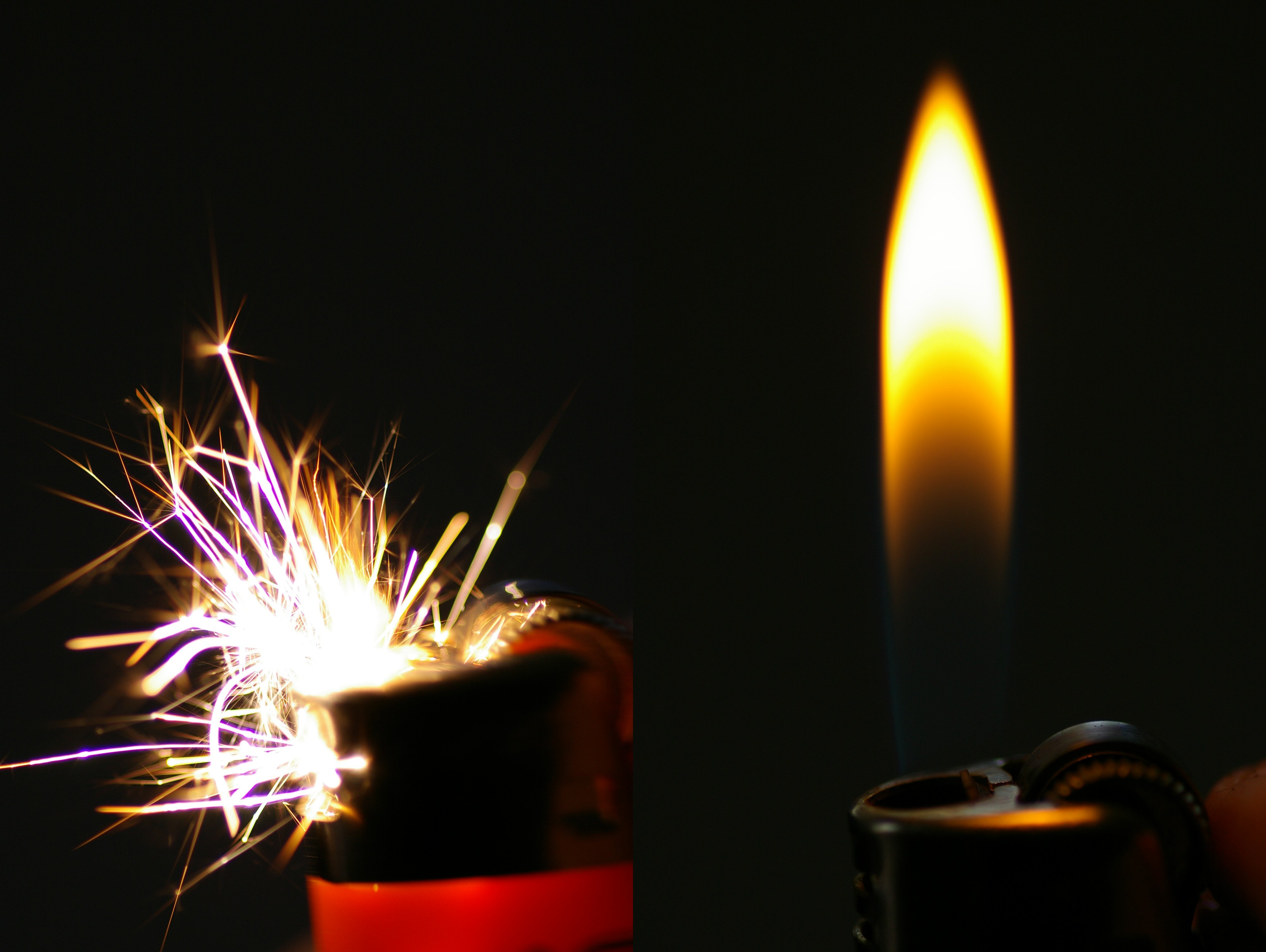
قداحة تقدح ثم تشتعل.

القَدَّاحَة (الجمع: قَدَّاحات) أو الوَلَّاعَة (الجمع: ولَّاعات) هي أداة محمولة تستخدم لإشعال النار، تتكون القداحة من خزان صغير من البلاستيك أو المعدن مملوء بوقود سائل خفيف (عادة ما يكون النفثالين، أو البوتان المضغوط)، وتعتمد آلية إطفاء اللهب في القداحة على حرمان النار إما من الهواء أو الوقود كما يحدث في أي عملية احتراق.